# حارة السلفادور (خور مكسر)
حارة السلفادور هي إحدى حارات حي السعادة الواقع بمديرية خور مكسر التابعة لمحافظة عدن، بلغ تعداد سكانها 2918 نسمة حسب تعداد اليمن لعام 2004.